# 長谷川藤次郎
長谷川 藤次郎（はせがわ とうじろう、1855年5月21日（安政2年4月6日） - 1933年（昭和8年）2月17日）は、日本の起業家。青森県八戸地方などで水産業に携わる一方で、漁網の改良により近代漁業の基礎を築いた。

## 来歴・人物
1855年に現在の三重県に生まれる。1887年頃に八戸に移住し、鮫で肥料・雑貨商を始める。1891年に国内で初めて綿糸を使用した「揚繰網（あぐりあみ）」を考案し、現在の八戸市鮫・湊海岸の前浜で試験操業を行う。後にこの技術が釧路地方にも伝わり、旋網漁業の基礎を築かれることになる。1903年に湊漁業組合の初代組合長となり、三戸郡鮫村に東洋捕鯨会社を誘致し、経営にも携わった。しかし、1911年に鯨の解体に伴う血液の流出により海水が汚染されたとして、猛反発した漁民が暴動を起こす事件（東洋捕鯨鮫事業所焼討事件）が起こり、住民に店舗や自宅を壊された。
八戸市の八戸市水産科学館近くには藤次郎の銅像が建てられている。

## 関連

### 関連人物
- 神田重雄

### 関連事項
- 東洋捕鯨鮫事業所焼討事件